# Powiat Hishikari
Powiat Hishikari (jap. 菱刈郡 Hishikari-gun) – dawny powiat w Japonii, w prefekturze Kagoshima.

## Historia

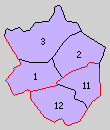
11. Hishikari, 12. Tara (1889 r.)

W pierwszym roku okresu Meiji na terenie powiatu znajdowało się 13 wiosek. Powiat był częścią prowincji Ōsumi.
Powiat został założony 17 lutego 1879 roku. 1 kwietnia 1889 roku w wyniku połączeń mniejszych wiosek powstały wsie Hishikari oraz Tara. 8 sierpnia 1891 roku wioska Tara została podzielona na dwie: Higashitara i Nishitara.
1 kwietnia 1897 roku powiat Hishikari został połączony z powiatem Kitaisa, tworząc ponownie powiat Isa. W wyniku tego połączenia powiat został rozwiązany.